# ニューヨーク市地下鉄の駅一覧

現在のニューヨーク市地下鉄とスタテンアイランド鉄道の路線図。

ニューヨーク市地下鉄の駅一覧（ニューヨークしちかてつのえきいちらん）は、ニューヨーク市地下鉄にある駅の一覧である。

## 概要
現在、ニューヨーク市地下鉄は、ニューヨーク市のマンハッタン、ブロンクス、クイーンズ、ブルックリンの4つの区を走っており、メトロポリタン・トランスポーテーション・オーソリティ（MTA）の下部組織であるニューヨークシティー・トランジット・オーソリティーが運営している。年間528万4千人もの乗客が利用し、世界で7番目に乗客の多い地下鉄である。地下鉄の路線網は、もともと3つの会社によって運営されており、1940年に合併した。1953年には現在のニューヨークシティー・トランジット・オーソリティーが設立され、現在に至っている。
ニューヨーク市地下鉄の駅は現在469駅あるが、32の「ステーション・コンプレックス」と呼ばれる駅の集まりが存在し、これを1駅と数えると422駅である。また、閉鎖されている駅もいくつか存在する。その例にブロードウェイ/7番街線にあるコートランド・ストリート駅があり、アメリカ同時多発テロによって閉鎖された。地下鉄路線網のうち1番新しい駅は、2015年9月13日にオープンした34丁目-ハドソン・ヤード駅である。
MTAは、他にもIND2番街線建設に伴い第1期区間に3つの駅の新設を計画している。IND2番街線は長らく計画延期になっていたが、アメリカ合衆国でも最も混雑するIRTレキシントン・アベニュー線の混雑緩和のため建設再開された。新駅は2番街の72丁目、86丁目、96丁目に完成予定である。
同名の駅もある。例えば「125丁目駅」はIND8番街線、IRTブロードウェイ-7番街線、IRTレノックス・アベニュー線、IRTレキシントン・アベニュー線の4線に存在する。

## 駅の構成

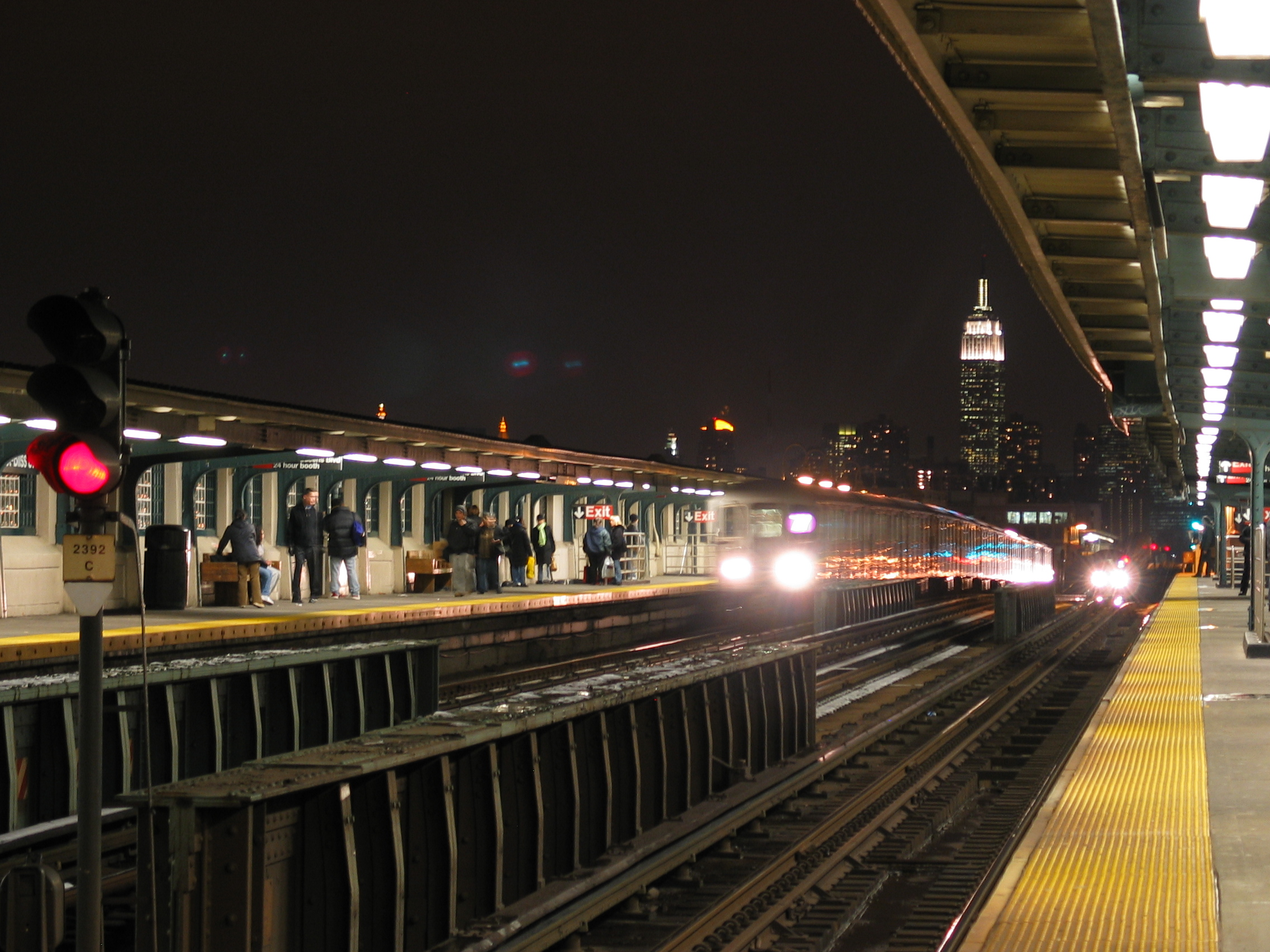
フラッシング線のブリス・ストリート駅

多くの駅には、地上とホームの間に1フロアがある。ここで多数の入口から入った乗客は、それぞれのホームへ行くことができる。多くの通過路線もあり、到着時刻などは、案内板に表示されている。急行がある駅は、線路が2本ある。急行は、ほとんどの路線に走っており、時間によっても有無が異なる。
主なホームの形式の例：
- 2本の線路がある駅では、各方面用の1つずつの線路があり、相対式ホーム、島式ホームになっている。
- 3本または4本の線路がある駅では、相対式ホームが多く、中央の1本あるいは2本の線路が、急行用となっている。
- 3本または4本の線路がある駅で、急行も停車する大きな駅の場合は、たいてい2つの島式ホームがあり、それぞれが急行用、各停用になっており、ホームの両側で行き先が分かれる。

上記以外でも、4本の線路がある駅で、中央が急行用の島式ホーム、両側が各停用の相対式ホームになっている駅も少数存在する。急行、各駅停車の列車ごとにホームを分けることで、列車の間隔が短くなることや、混雑を防いでいる。

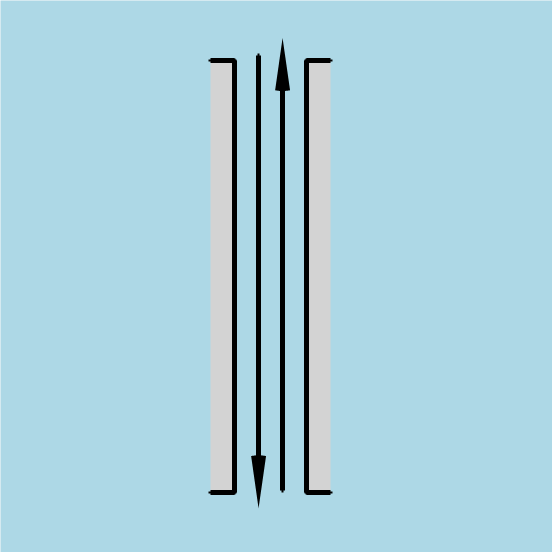
線路2本と相対ホームの例
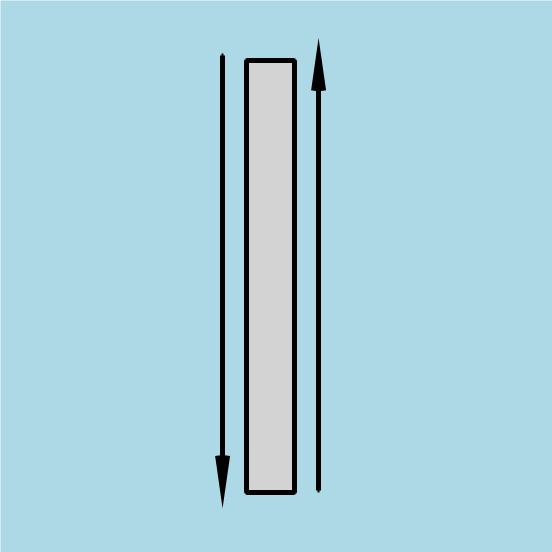
線路2本と島式ホームの例
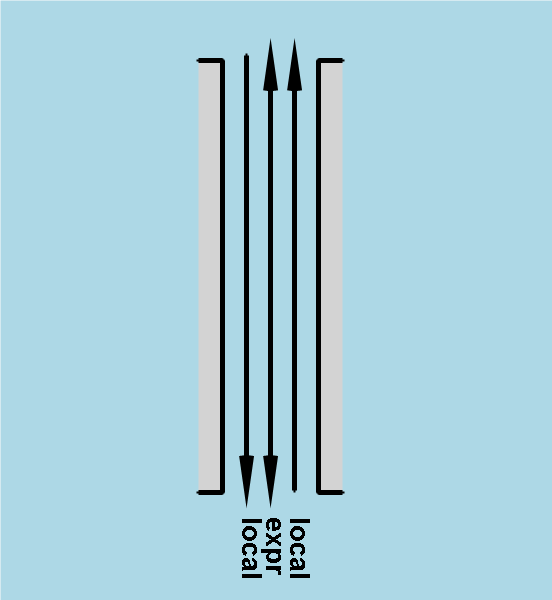
線路3本で各駅停車のみの駅の例
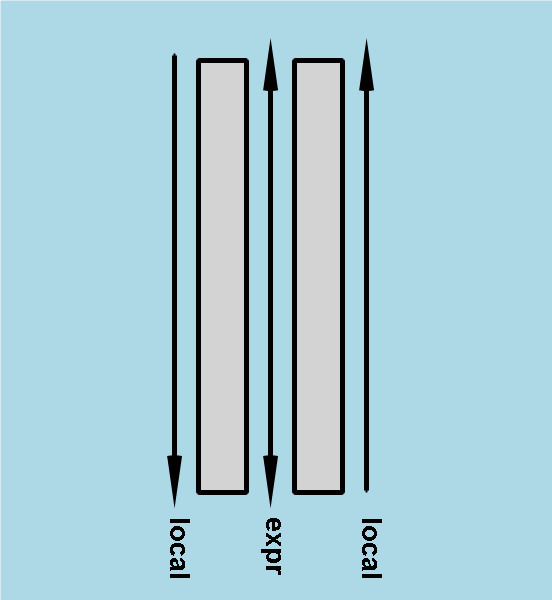
線路3本の急行停車駅の例
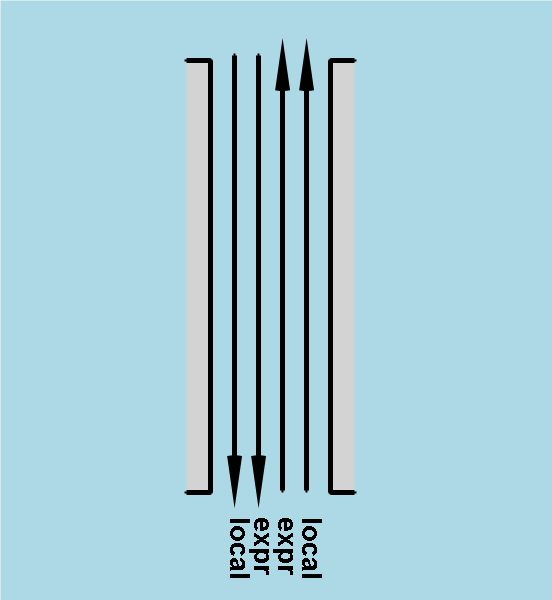
線路4本で各駅停車のみの駅の例
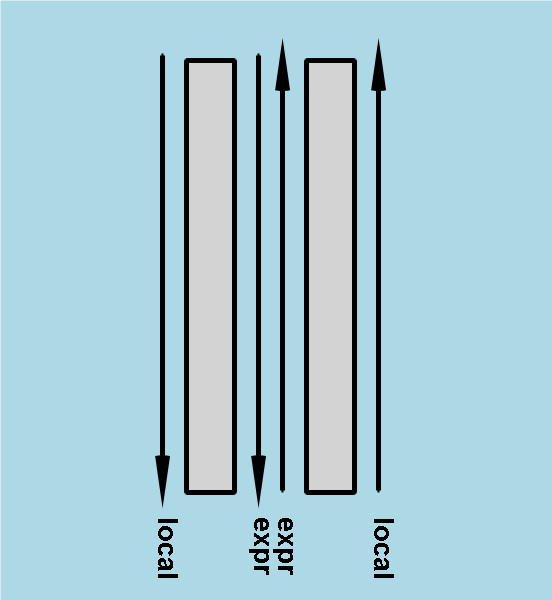
線路4本の急行停車駅で島式ホーム2つの例
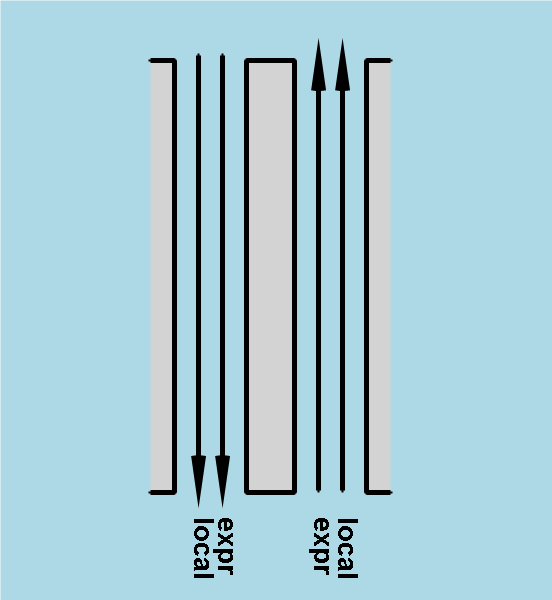
線路4本の急行停車駅で相対式ホーム2つ、島式ホーム1つの例
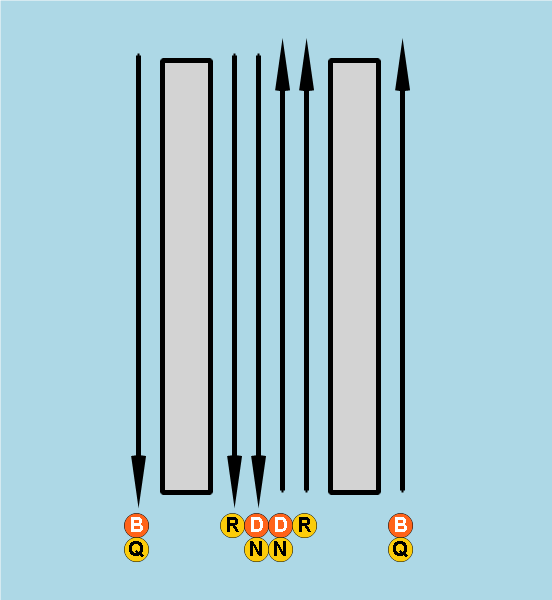
デカルブ・アベニュー駅の例

さらに、駅によっては、停車場所の階数が異なる場合もある。下記はその主な例：
- 各駅停車、急行で階数が異なる。
- 路線ごとに階数が異なる。
- 上下線で階数が異なる。

## 行政区ごとの駅の一覧
ニューヨーク市地下鉄の駅は、数が多いため、4つの行政区別に分けている。
注）表の(1)はメトロポリタン・トランスポーテーション・オーソリティの駅数、(2)はステーション・コンプレックスを1つの駅として数えた場合の駅数、(3)はステーション・コンプレックスの駅数である。
| 行政区         | 駅数(1) | 駅数(2) | 駅数(3) | 路線                                                                       |
| -------------- | ------- | ------- | ------- | -------------------------------------------------------------------------- |
| ブロンクス区   | 70      | 68      | 2       | 1 2 4 5 6 <6> B D                                                          |
| ブルックリン区 | 170     | 157     | 10      | 2 3 4 5 A B C D F G J L M N Q R S （フランクリン・アベニュー・シャトル） Z |
| マンハッタン区 | 148     | 119     | 18      | 1 2 3 4 5 6 <6> 7 <7> A B C D E F J L M N Q R S （42丁目シャトル） Z       |
| クイーンズ区   | 81      | 78      | 2       | 7 <7> A E F G J M N Q R S （ロッカウェイ・パーク・シャトル） Z             |
| 全体           | 469     | 422     | 32      | 1 2 3 4 5 6 <6> 7 <7> A B C D E F G J L M N Q R S Z                        |

## 乗換駅一覧
| 駅名                                                                     | 路線                        | 行政区       |
| ------------------------------------------------------------------------ | --------------------------- | ------------ |
| 14丁目/6番街駅                                                           | 1 2 3 F L M                 | マンハッタン |
| 14丁目/8番街駅                                                           | A C E L                     | マンハッタン |
| 14丁目-ユニオン・スクエア駅                                              | 4 5 6 <6> L N Q R W         | マンハッタン |
| 34丁目-ヘラルド・スクエア駅                                              | B D F <F> M N Q R W         | マンハッタン |
| 42丁目-ブライアント・パーク/5番街駅                                      | 7 B D F <F> M               | マンハッタン |
| 59丁目-コロンバス・サークル駅                                            | 1 A B C D                   | マンハッタン |
| 149丁目-グランド・コンコース駅                                           | 2 4 5                       | ブロンクス   |
| 161丁目-ヤンキー・スタジアム駅                                           | 4 B D                       | ブロンクス   |
| 168丁目-ワシントン・ハイツ駅                                             | 1 A C                       | マンハッタン |
| アトランティック・アベニュー-バークレイズ・センター駅                    | 2 3 4 5 B D N Q R W         | ブルックリン |
| ブロードウェイ-ラファイエット・ストリート/ブリーカー・ストリート駅       | 6 <6> B D F <F> M           | マンハッタン |
| ブロードウェイ・ジャンクション駅                                         | A C J L Z                   | ブルックリン |
| ブルックリン・ブリッジ-シティ・ホール/チェンバーズ・ストリート駅         | 4 5 6 <6> J Z               | マンハッタン |
| キャナル・ストリート駅                                                   | 6 <6> J N Q R W Z           | マンハッタン |
| チェンバーズ・ストリート-ワールド・トレード・センター/パーク・プレイス駅 | 2 3 A C E                   | マンハッタン |
| コート・スクエア駅                                                       | 7 E G M                     | クイーンズ   |
| ボロー・ホール/コート・ストリート駅                                      | 2 3 4 5 N R W               | ブルックリン |
| デランシー・ストリート/エセックス・ストリート駅                          | F <F> J M Z                 | マンハッタン |
| 4番街/9丁目駅                                                            | F G R                       | ブルックリン |
| フランクリン・アベニュー/ボタニック・ガーデン駅                          | 2 3 4 5 SF                  | ブルックリン |
| フランクリン・アベニュー-フルトン・ストリート駅                          | C SF                        | ブルックリン |
| フルトン・ストリート駅                                                   | 2 3 4 5 A C J Z             | マンハッタン |
| グランド・セントラル-42丁目駅                                            | 4 5 6 <6> 7 S               | マンハッタン |
| ジェイ・ストリート-メトロテック駅                                        | A C F <F> N R W             | ブルックリン |
| レキシントン・アベニュー/51-53丁目駅                                     | 6 <6> E M                   | マンハッタン |
| レキシントン・アベニュー/59丁目駅                                        | 4 5 6 <6> N R W             | マンハッタン |
| ロリマー・ストリート/メトロポリタン・アベニュー駅                        | G L                         | ブルックリン |
| マートル-ワイコフ・アベニュース駅                                        | L M                         | ブルックリン |
| ニュー・ユトレヒト・アベニュー/62丁目駅                                  | D N R W                     | ブルックリン |
| ジャクソン・ハイツ-ルーズベルト・アベニュー/74丁目駅                     | 7 E F <F> M R               | クイーンズ   |
| サウス・フェリー/ホワイトホール・ストリート駅                            | 1 R W                       | マンハッタン |
| タイムズ・スクエア-42丁目/ポート・オーソリティ・バスターミナル駅         | 1 2 3 7 <7> A C E N Q R S W | マンハッタン |

## 同名の駅一覧
ニューヨーク市地下鉄には、多くの同名の駅が存在する。これらは、各路線によって見分けられる。下記は、同名駅の一覧である。ステーション・コンプレックスを形成する同名駅は（　）で括っている。また、閉鎖された駅については、取り消し線を付けている。
| 駅名                                                     | 路線 | 行政区       |
| -------------------------------------------------------- | --- | ------------ |
| 3番街駅                                                  | IRTペラム線 IRTホワイト・プレインズ・ロード線                                                                            | ブロンクス   |
| 3番街駅                                                  | BMTカナーシー線 | マンハッタン |
| 5番街駅                                                  | BMTブロードウェイ線 INDクイーンズ・ブールバード線 IRTフラッシング線                                                      | マンハッタン |
| 7番街駅                                                  | INDカルバー線 BMTブライトン線                                                                                            | ブルックリン |
| 7番街駅                                                  | （IND6番街線、INDクイーンズ・ブールバード線）                                                                            | マンハッタン |
| 8番街駅                                                  | BMTシー・ビーチ線 | ブルックリン |
| 8番街駅                                                  | BMTカナーシー線 | マンハッタン |
| 9番街駅                                                  | （BMTウェスト・エンド線、BMTカルバー・シャトル)                                                                          | ブルックリン |
| 14丁目駅                                                 | IND8番街線 （IRTブロードウェイ-7番街線、IND6番街線） （BMTブロードウェイ線、IRTレキシントン・アベニュー線）              | マンハッタン |
| 18番街駅                                                 | INDカルバー線 BMTシー・ビーチ線 BMTウェスト・エンド線                                                                    | ブルックリン |
| 18丁目駅                                                 | IRTブロードウェイ-7番街線 IRTレキシントン・アベニュー線                                                                  | マンハッタン |
| 20番街駅                                                 | BMTシー・ビーチ線 BMTウェスト・エンド線                                                                                  | ブルックリン |
| 21丁目駅                                                 | INDクロスタウン線 63丁目線                                                                                               | クイーンズ   |
| 23丁目駅                                                 | IND8番街線 IRTブロードウェイ-7番街線 IND6番街線 BMTブロードウェイ線 IRTレキシントン・アベニュー線                        | マンハッタン |
| 23丁目駅                                                 | INDクイーンズ・ブールバード線                                                                                            | クイーンズ   |
| 28丁目駅                                                 | IRTブロードウェイ-7番街線 BMTブロードウェイ線 IRTレキシントン・アベニュー線                                              | マンハッタン |
| 33丁目駅                                                 | IRTレキシントン・アベニュー線                                                                                            | マンハッタン |
| 33丁目駅                                                 | IRTフラッシング線 | クイーンズ   |
| 34丁目駅                                                 | IRTフラッシング線 IND8番街線 IRTブロードウェイ-7番街線 （BMTブロードウェイ線、IND6番街線）                               | マンハッタン |
| 36丁目駅                                                 | BMT4番街線 | ブルックリン |
| 36丁目駅                                                 | INDクイーンズ・ブールバード線 INDロッカウェイ線                                                                          | クイーンズ   |
| 42丁目駅                                                 | （IND8番街線、IRTブロードウェイ-7番街線、BMTブロードウェイ線） IND6番街線 IRTレキシントン・アベニュー線                  | マンハッタン |
| 46丁目駅                                                 | INDクイーンズ・ブールバード線 IRTフラッシング線                                                                          | クイーンズ   |
| 50丁目駅                                                 | BMTウェスト・エンド線 BMTウェスト・エンド線（ベイ50丁目）                                                                | ブルックリン |
| 50丁目駅                                                 | （IND8番街線、INDクイーンズ・ブールバード線） IRTブロードウェイ-7番街線                                                  | マンハッタン |
| 53丁目駅                                                 | BMT4番街線 | ブルックリン |
| 53丁目駅                                                 | INDクイーンズ・ブールバード線（5番街） INDクイーンズ・ブールバード線（レキシントン・アベニュー）                         | マンハッタン |
| 57丁目駅                                                 | BMTブロードウェイ線 IND6番街線                                                                                           | マンハッタン |
| 59丁目駅                                                 | BMT4番街線 | ブルックリン |
| 59丁目駅                                                 | （IND8番街線、IRTブロードウェイ-7番街線） IRTレキシントン・アベニュー線                                                  | マンハッタン |
| 72丁目駅                                                 | IRTブロードウェイ-7番街線 IND8番街線 IND2番街線                                                                          | マンハッタン |
| 77丁目駅                                                 | BMT4番街線 | ブルックリン |
| 77丁目駅                                                 | IRTレキシントン・アベニュー線                                                                                            | マンハッタン |
| 79丁目駅                                                 | BMTウェスト・エンド線 | ブルックリン |
| 79丁目駅                                                 | IRTブロードウェイ-7番街線                                                                                                | マンハッタン |
| 86丁目駅                                                 | BMT4番街線 BMTシー・ビーチ線                                                                                             | ブルックリン |
| 86丁目駅                                                 | IRTブロードウェイ-7番街線 IND8番街線 IRTレキシントン・アベニュー線 IND2番街線                                            | マンハッタン |
| 96丁目駅                                                 | IRTブロードウェイ-7番街線 IND8番街線 IRTレキシントン・アベニュー線 IND2番街線                                            | マンハッタン |
| 103丁目駅                                                | IRTブロードウェイ-7番街線 IND8番街線 IRTレキシントン・アベニュー線                                                       | マンハッタン |
| 103丁目駅                                                | IRTフラッシング線 | クイーンズ   |
| 104丁目駅                                                | BMTジャマイカ線 INDフルトン・ストリート線                                                                                | クイーンズ   |
| 110丁目駅                                                | IRTブロードウェイ-7番街線 IND8番街線 IRTレノックス・アベニュー線 IRTレキシントン・アベニュー線                           | マンハッタン |
| 111丁目駅                                                | IRTフラッシング線 BMTジャマイカ線 INDフルトン・ストリート線                                                              | クイーンズ   |
| 116丁目駅                                                | IRTブロードウェイ-7番街線 IND8番街線 IRTレノックス・アベニュー線 IRTレキシントン・アベニュー線                           | マンハッタン |
| 125丁目駅                                                | IRTブロードウェイ-7番街線 IND8番街線 IRTレノックス・アベニュー線 IRTレキシントン・アベニュー線                           | マンハッタン |
| 135丁目駅                                                | IND8番街線 IRTレノックス・アベニュー線                                                                                   | マンハッタン |
| 138丁目駅                                                | IRTジェローム・アベニュー線 IRTペラム線                                                                                  | ブロンクス   |
| 145丁目駅                                                | IRTブロードウェイ-7番街線 （IND8番街線、INDコンコース線） IRTレノックス・アベニュー線                                    | マンハッタン |
| 149丁目駅                                                | （IRTジェローム・アベニュー線、IRTホワイト・プレーンズ・ロード線） IRTホワイト・プレーンズ・ロード線 (3番街) IRTペラム線 | ブロンクス   |
| 155丁目駅                                                | IND8番街線 INDコンコース線                                                                                               | マンハッタン |
| 161丁目-ヤンキー・スタジアム駅                           | （IRTジェローム・アベニュー線、INDコンコース線）                                                                         | ブロンクス   |
| 167丁目駅                                                | IRTジェローム・アベニュー線 INDコンコース線                                                                              | ブロンクス   |
| 168丁目駅                                                | （IND8番街線、IRTブロードウェイ-7番街線）                                                                                | マンハッタン |
| 170丁目駅                                                | IRTジェローム・アベニュー線 INDコンコース線                                                                              | ブロンクス   |
| 174丁目駅                                                | INDコンコース線 IRTホワイト・プレーンズ・ロード線                                                                        | ブロンクス   |
| 175丁目駅                                                | INDコンコース線 | ブロンクス   |
| 175丁目駅                                                | IND8番街線 | マンハッタン |
| 181丁目駅                                                | IND8番街線 IRTブロードウェイ-7番街線                                                                                     | マンハッタン |
| 183丁目駅                                                | IRTジェローム・アベニュー線 INDコンコース線                                                                              | ブロンクス   |
| 200丁目駅                                                | IRTジェローム・アベニュー線 IRT3番街線                                                                                   | ブロンクス   |
| 200丁目駅                                                | IND8番街線 | マンハッタン |
| 207丁目駅                                                | IND8番街線 IRTブロードウェイ-7番街線                                                                                     | マンハッタン |
| 225丁目駅                                                | IRTホワイト・プレーンズ・ロード線                                                                                        | ブロンクス   |
| 225丁目駅                                                | IRTブロードウェイ-7番街線                                                                                                | マンハッタン |
| 238丁目駅                                                | IRTホワイト・プレーンズ・ロード線 IRTブロードウェイ-7番街線                                                              | ブロンクス   |
| アトランティック・アベニュー駅                           | （BMT4番街線、IRTイースタン・パークウェイ線、BMTブライトン線） BMT5番街線 （BMTカナーシー線、BMTフルトン・ストリート線)  | ブルックリン |
| アベニューU駅                                            | BMTシー・ビーチ線 カルバー線 BMTブライトン線                                                                             | ブルックリン |
| ベイ・バークウェイ駅                                     | BMTウェスト・エンド線 BMTシー・ビーチ線 INDカルバー線                                                                    | ブルックリン |
| ベッドフォード・アベニュー駅                             | BMTカナーシー線 INDクロスタウン線                                                                                        | ブルックリン |
| ベッドフォード・パーク・ブールバード駅                   | IRTジェローム・アベニュー線 INDコンコース線                                                                              | ブロンクス   |
| バーゲン・ストリート駅                                   | INDカルバー線 IRTイースタン・パークウェイ線                                                                              | ブルックリン |
| ビバリー・ロード駅                                       | BMTブライトン線 IRTノストランド・アベニュー線                                                                            | ブルックリン |
| ボロー・ホール駅                                         | （IRTブロードウェイ-7番街線、IRTイースタン・パークウェイ線）                                                             | ブルックリン |
| ブロードウェイ駅                                         | INDクロスタウン線 BMTマートル・アベニュー線                                                                              | ブルックリン |
| ブロードウェイ駅                                         | IND6番街線 | マンハッタン |
| ブロードウェイ駅                                         | BMTアストリア線 IRTフラッシング線                                                                                        | クイーンズ   |
| ブロードウェイ・ジャンクション駅                         | （BMTカナーシー線、BMTジャマイカ線、INDフルトン・ストリート線）                                                          | ブルックリン |
| ブルックリン・ブリッジ駅                                 | IND8番街線 | ブルックリン |
| ブルックリン・ブリッジ駅                                 | IRTレキシントン・アベニュー線                                                                                            | マンハッタン |
| キャナル・ストリート駅                                   | IRTブロードウェイ-7番街線 IND8番街線 （BMTブロードウェイ線、IRTレキシントン・アベニュー線、BMTナッソー・ストリート線）   | マンハッタン |
| チェンバーズ・ストリート駅（チェンバース・ストリート駅） | IRTブロードウェイ-7番街線 IND8番街線 BMTナッソー・ストリート線                                                           | マンハッタン |
| カテドラル・パークウェイ駅                               | IRTブロードウェイ-7番街線 IND8番街線                                                                                     | マンハッタン |
| チャーチ・アベニュー駅                                   | INDカルバー線 BMTブライトン線 IRTノストランド・アベニュー線                                                              | ブルックリン |
| シティ・ホール駅                                         | BMTブロードウェイ線 IRTレキシントン・アベニュー線 IRTレキシントン・アベニュー線ループ                                    | マンハッタン |
| クリントン-ワシントン・アベニュース駅                    | INDクロスタウン線 INDフルトン・ストリート線                                                                              | ブルックリン |
| コートランド・ストリート駅                               | IRTブロードウェイ-7番街線 BMTブロードウェイ線                                                                            | マンハッタン |
| コート・ストリート駅                                     | BMT4番街線 INDフルトン・ストリート線                                                                                     | ブルックリン |
| ディカルブ・アベニュー駅                                 | （BMT4番街線、BMTブライトン線） BMTカナーシー線                                                                          | ブルックリン |
| ダイクマン・ストリート駅                                 | IND8番街線 IRTブロードウェイ-7番街線                                                                                     | マンハッタン |
| 東180丁目駅                                              | （IRTホワイト・プレーンズ・ロード線、IRTダイアー・アベニュー線)                                                          | ブロンクス   |
| エルムハースト・アベニュー駅                             | IRTフラッシング線 INDクイーンズ・ブールバード線                                                                          | クイーンズ   |
| フラッシング・アベニュー駅                               | BMTジャマイカ線 INDクロスタウン線                                                                                        | ブルックリン |
| フォーダム・ロード駅                                     | IRTジェローム・アベニュー線 INDコンコース線 IRT3番街線                                                                   | ブロンクス   |
| フォート・ハミルトン・パークウェイ駅                     | INDカルバー線 BMTカルバー・シャトル BMTウェスト・エンド線 BMTシー・ビーチ線                                              | ブルックリン |
| フランクリン・アベニュー駅                               | （INDフルトン・ストリート線、BMTフランクリン・アベニュー線） IRTイースタン・パークウェイ線                               | ブルックリン |
| フルトン・ストリート駅                                   | INDクロスタウン線 | ブルックリン |
| フルトン・ストリート駅                                   | （IRTレキシントン・アベニュー線、IND8番街線、BMTナッソー・ストリート線、IRTブロードウェイ-7番街線）                      | マンハッタン |
| グランド・セントラル-42丁目駅                            | （IRTレキシントン・アベニュー線、42丁目シャトル、IRTフラッシング線）                                                     | マンハッタン |
| グランド・ストリート駅                                   | BMTカナーシー線 | ブルックリン |
| グランド・ストリート駅                                   | IND6番街線 | マンハッタン |
| ガン・ヒル・ロード駅                                     | （IRTホワイト・プレーンズ・ロード線、IRT3番街線) IRTダイアー・アベニュー線                                               | ブロンクス   |
| ホールジー・ストリート駅                                 | BMTカナーシー線 BMTジャマイカ線                                                                                          | ブルックリン |
| ホイト・ストリート駅                                     | IRTイースタン・パークウェイ線 （INDフルトン・ストリート線、INDクロスタウン線）                                           | ブルックリン |
| ジャクソン・ハイツ駅                                     | IRTフラッシング線 INDクイーンズ・ブールバード線                                                                          | クイーンズ   |
| ジェイ・ストリート-メトロテック駅                        | （INDフルトン・ストリート線、INDカルバー線、BMT4番街線）                                                                 | ブルックリン |
| JFKエアポート駅                                          | （INDアーチャー・アベニュー線、BMTアーチャー・アベニュー線） INDロッカウェイ線                                           | クイーンズ   |
| キングス・ハイウェイ駅                                   | BMTシー・ビーチ線 INDカルバー線 BMTブライトン線                                                                          | ブルックリン |
| キングスブリッジ・ロード駅                               | IRTジェローム・アベニュー線 INDコンコース線                                                                              | ブロンクス   |
| キングストン・アベニュー駅                               | INDフルトン・ストリート線 IRTイースタン・パークウェイ線                                                                  | ブルックリン |
| ラファイエット駅                                         | INDフルトン・ストリート線                                                                                                | ブルックリン |
| ラファイエット駅                                         | IND6番街線 | マンハッタン |
| レキシントン・アベニュー駅                               | （IND63丁目線、BMT63丁目線） BMTブロードウェイ線 INDクイーンズ・ブールバード線                                           | マンハッタン |
| ロリマー・ストリート駅                                   | BMTカナーシー線 BMTジャマイカ線                                                                                          | ブルックリン |
| メトロポリタン・アベニュー駅                             | INDクロスタウン線 | ブルックリン |
| メトロポリタン・アベニュー駅                             | BMTマートル・アベニュー線                                                                                                | クイーンズ   |
| モット・アベニュー駅                                     | IRTホワイト・プレーンズ・ロード線                                                                                        | ブロンクス   |
| モット・アベニュー駅                                     | INDロッカウェイ線 | クイーンズ   |
| マートル・アベニュー駅                                   | （BMTマートル・アベニュー線、BMTカナーシー線） BMTジャマイカ線 INDクロスタウン線 BMT4番街線                              | ブルックリン |
| ニューロッツ・アベニュー駅                               | BMTカナーシー線 IRTニューロッツ線                                                                                        | ブルックリン |
| ノーウッド駅                                             | INDコンコース線 | ブロンクス   |
| ノーウッド駅                                             | BMTジャマイカ線 | ブルックリン |
| ノストランド・アベニュー駅                               | INDフルトン・ストリート線 IRTイースタン・パークウェイ線                                                                  | ブルックリン |
| パーク・プレイス駅                                       | BMTフランクリン・アベニュー・シャトル                                                                                    | ブルックリン |
| パーク・プレイス駅                                       | IRTブロードウェイ-7番街線                                                                                                | マンハッタン |
| パーソンズ・ブールバード駅                               | INDクイーンズ・ブールバード線 （INDアーチャー・アベニュー線、BMTアーチャー・アベニュー線）                               | クイーンズ   |
| ペラム・パークウェイ駅                                   | IRTホワイト・プレーンズ・ロード線 IRTダイアー・アベニュー線                                                              | ブロンクス   |
| ペン・ステーション                                       | IND8番街線 IRTブロードウェイ-7番街線                                                                                     | マンハッタン |
| プロスペクト・アベニュー駅                               | IRTホワイト・プレーンズ・ロード線                                                                                        | ブロンクス   |
| プロスペクト・アベニュー駅                               | BMT4番街線 | ブルックリン |
| プロスペクト・パーク駅                                   | INDカルバー線 （BMTブライトン線、BMTフランクリン・アベニュー・シャトル）                                                 | ブルックリン |
| レクター・ストリート駅                                   | IRTブロードウェイ-7番街線 BMTブロードウェイ線                                                                            | マンハッタン |
| ロッカウェイ・アベニュー駅                               | INDフルトン・ストリート線 IRTニューロッツ線                                                                              | ブルックリン |
| サウス・フェリー駅                                       | (IRTブロードウェイ-7番街線、BMTブロードウェイ線） IRTブロードウェイ-7番街線・IRTレキシントン・アベニュー線 高架線        | マンハッタン |
| スプリング・ストリート駅                                 | IND8番街線 IRTレキシントン・アベニュー線                                                                                 | マンハッタン |
| サットフィン・ブールバード駅                             | INDクイーンズ・ブールバード線 （INDアーチャー・アベニュー線、BMTアーチャー・アベニュー線）                               | クイーンズ   |
| サッター・アベニュー駅                                   | IRTニューロッツ線 BMTカナーシー線                                                                                        | ブルックリン |
| タイムズ・スクエア駅                                     | （IRTブロードウェイ-7番街線、BMTブロードウェイ線、42丁目シャトル、IRTフラッシング線）                                    | マンハッタン |
| トレモント・アベニュー駅                                 | INDコンコース線 IRT3番街線 IRTホワイト・プレーンズ・ロード線 IRTペラム線                                                 | ブロンクス   |
| ユニオン・スクエア駅                                     | （BMTブロードウェイ線、BMTカナーシー線、IRTレキシントン・アベニュー線）                                                  | マンハッタン |
| ユーティカ・アベニュー駅                                 | INDフルトン・ストリート線 IRTイースタン・パークウェイ線                                                                  | ブルックリン |
| ヴァン・シックレン・アベニュー駅                         | BMTジャマイカ線 INDフルトン・ストリート線 IRTニューロッツ線                                                              | ブルックリン |
| ウォール・ストリート駅                                   | IRTレキシントン・アベニュー線 IRTブロードウェイ-7番街線                                                                  | マンハッタン |
| ウッドヘイブン・ブールバード駅                           | INDクイーンズ・ブールバード線 BMTジャマイカ線                                                                            | クイーンズ   |

## 利用者数の多い駅
下記は、平均利用者数の多い上位10駅の一覧である。
| 順位 | 駅名                                                                        | 年間乗客数 (2011) |
| ---- | --------------------------------------------------------------------------- | ----------------- |
| 1    | タイムズ・スクエア-42丁目駅 / 42丁目-ポート・オーソリティ・バスターミナル駅 | 60,604,822人      |
| 2    | グランド・セントラル-42丁目駅                                               | 42,795,505人      |
| 3    | 34丁目-ヘラルド・スクエア駅                                                 | 37,731,386人      |
| 4    | 14丁目-ユニオン・スクエア駅                                                 | 34,927,178人      |
| 5    | 34丁目-ペン・ステーション駅 (7番街線)                                       | 26,758,623人      |
| 6    | 34丁目-ペン・ステーション駅 (8番街線)                                       | 24,751,771人      |
| 7    | 59丁目-コロンバス・サークル駅                                               | 21,300,892人      |
| 8    | レキシントン・アベニュー/59丁目駅                                           | 20,377,141人      |
| 9    | 86丁目駅                                                                    | 19,425,347人      |
| 10   | フラッシング-メインストリート駅                                             | 18,967,751人      |

| 順位 | 駅名                                                                        | 平日平均 乗客数 (2011) |
| ---- | --------------------------------------------------------------------------- | ---------------------- |
| 1    | タイムズ・スクエア-42丁目駅 / 42丁目-ポート・オーソリティ・バスターミナル駅 | 189,426人              |
| 2    | グランド・セントラル-42丁目駅                                               | 147,644人              |
| 3    | 34丁目-ヘラルド・スクエア駅                                                 | 121,081人              |
| 4    | 14丁目-ユニオン・スクエア駅                                                 | 107,352人              |
| 5    | 34丁目-ペン・ステーション駅 (7番街線)                                       | 87,482人               |
| 6    | 34丁目-ペン・ステーション駅 (8番街線)                                       | 81,585人               |
| 7    | 59丁目-コロンバス・サークル駅                                               | 67,901人               |
| 8    | レキシントン・アベニュー/51-53丁目駅                                        | 66,045人               |
| 9    | レキシントン・アベニュー/59丁目駅                                           | 65,855人               |
| 10   | フルトン・ストリート駅                                                      | 63,203人               |

| 順位 | 駅名                                                                        | 週末平均 乗客数 (2011) |
| ---- | --------------------------------------------------------------------------- | ---------------------- |
| 1    | タイムズ・スクエア-42丁目駅 / 42丁目-ポート・オーソリティ・バスターミナル駅 | 224,823人              |
| 2    | 14丁目-ユニオン・スクエア駅                                                 | 140,672人              |
| 3    | 34丁目-ヘラルド・スクエア駅                                                 | 125,375人              |
| 4    | グランド・セントラル-42丁目駅                                               | 95,544人               |
| 5    | 34丁目-ペン・ステーション駅 (7番街線)                                       | 81,441人               |
| 6    | 59丁目-コロンバス・サークル駅                                               | 73,391人               |
| 7    | 34丁目-ペン・ステーション駅 (8番街線)                                       | 72,430人               |
| 8    | キャナル・ストリート駅 (中華街)                                             | 72,181人               |
| 9    | ジャクソン・ハイツ-ルーズベルト・アベニュー/74丁目-ブロードウェイ駅         | 67,445人               |
| 10   | レキシントン・アベニュー/59丁目駅                                           | 66,534人               |